# Portland Art Museum
Il Portland Art Museum è un museo d'arte di Portland, Oregon, negli Stati Uniti. Fondato nel 1892, fu il primo museo d'arte della Costa Pacifica degli Stati Uniti.

## Collezioni[2]
- Arte americana
- Arte asiatica
- Arte europea
- Arte moderna e contemporanea
- Arte dei nativi americani
- Arte del nord-ovest
- Fotografia
- Arti grafiche
- Argento

## Opere principali
Cimabue (scuola)
- Cattura di Cristo

Taddeo Gaddi
- Natività, 1335 ca.

Cecco di Pietro
- Madonna con il Bambino, 1386

Carlo Crivelli

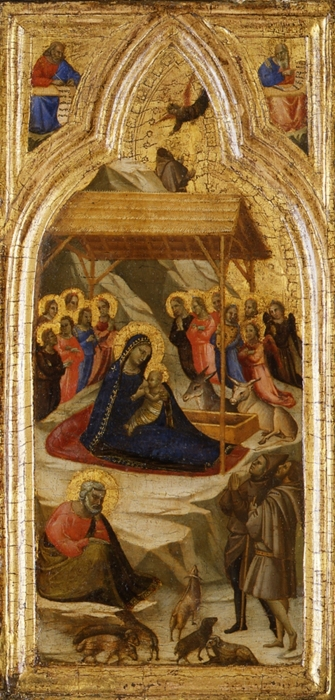
Taddeo Gaddi, Natività

- San Francesco che riceve le stigmate, 1490 circa
- Beato Ugolino Magalotti da Fiegni (?), 1490 circa

Guido Reni
- Davide decapita Golia, 1606-1607

George Inness
- Castel Gandolfo

Albert Bierstadt
- Mount Hood

Paul Cézanne
- Paris: Quai de Bercy — La Halle aux Vins